# Ilan Elgar
Ilan Elgar (* 1947 in Israel) ist ein israelischer Diplomat und war von 2006 bis Anfang Dezember 2011 Botschafter in der Schweiz.
Elgar studierte Soziologie und Anthropologie an der Universität Tel Aviv. Ab 1977 begann er für das israelische Außenministerium zu arbeiten. Unter anderem war er von 1979 bis 1982 Erster Sekretär an der israelischen Botschaft in Lilongwe, der Hauptstadt von Malawi. Danach war Elgar von 1982 bis 1985 Stellvertretender Sprecher des israelischen Außenministeriums in Jerusalem und fungierte im Anschluss von 1985 bis 1988 als Konsul für Öffentlichkeitsarbeit am israelischen Generalkonsulat in Los Angeles. Nach seiner Tätigkeit als Erster Sekretär an der israelischen Botschaft in Oslo (1988–1990) folgten Posten im israelischen Außenministerium als Stellvertretender Direktor der Abteilung für Internationale Organisationen (1990–1995), als Stellvertretender Direktor der Abteilung für Öffentlichkeitsarbeit (1997–1998) sowie als Direktor der Abteilung für Übersetzungen und Bearbeitung (1998–2001) und als Direktor der Abteilung Internationale Organisationen (2001–2006).
Von 2006 bis Anfang Dezember 2011 war Elgar der israelische Botschafter in der Schweiz. Als solcher war er ebenfalls in Liechtenstein akkreditiert.
Elgar ist verheiratet und Vater dreier Kinder.